# Sunrise on the Matterhorn
Sunrise on the Matterhorn is een schilderij van de Duits-Amerikaanse kunstschilder Albert Bierstadt van na 1875. Het werk is vervaardigd met olieverf op doek en stelt de Matterhorn voor, de hoogste berg van Zwitserland. Bierstadt maakte dit schilderij tijdens een van zijn reizen naar Zwitserland tussen 1867 en 1897. Het schilderij behoort tot de collectie van het Metropolitan Museum of Art in New York.